# 대한민국 형사소송법 제99조
대한민국 형사소송법 제99조는 보석조건의 결정 시 고려사항에 대한 형사소송법의 조문이다.

## 조문
제99조(보석조건의 결정 시 고려사항) ① 법원은 제98조의 조건을 정함에 있어서 다음 각 호의 사항을 고려하여야 한다.
1. 범죄의 성질 및 죄상(罪狀)
2. 증거의 증명력
3. 피고인의 전과·성격·환경 및 자산
4. 피해자에 대한 배상 등 범행 후의 정황에 관련된 사항
②법원은 피고인의 자력 또는 자산 정도로는 이행할 수 없는 조건을 정할 수 없다.
[전문개정 2007.6.1.]

## 참고 문헌
- 손동권 신이철, 새로운 형사소송법(초판, 2013), 세창, 2013. ISBN 9788984114081